# Louiseania ulmifolia
Louiseania ulmifolia là loài thực vật có hoa trong họ Hoa hồng. Loài này được Pachom. mô tả khoa học đầu tiên.